# Сорокопень
Сорокопе́нь — село в Україні, у Словечанській сільській територіальній громаді Коростенського району Житомирської області. Населення становить 283 осіб (2001).

## Історія
У 1906 році — село Покалівської волості Овруцького повіту Волинської губернії. Відстань від повітового міста 25 верст, від волості 10. Дворів 75, мешканців 445.
У 1923—54 роках — адміністративний центр колишньої Сорокопенської сільської ради Овруцького району.
12 червня 2020 року, відповідно до розпорядження Кабінету Міністрів України № 711-р «Про визначення адміністративних центрів та затвердження територій територіальних громад Житомирської області», територію та населені пункти Нововелідницької сільської ради Овруцького району включено до складу Словечанської сільської територіальної громади Коростенського району Житомирської області.